# Angelo Baretta
Angelo Baretta (falecido em 1539) foi um prelado católico romano que serviu como bispo de Capri (1534–1539).

## Biografia
No dia 24 de abril de 1534, Angelo Baretta foi nomeado durante o papado de Clemente VII como Bispo de Capri. Serviu como Bispo de Capri até à sua morte em 1539.